# Fossa de Kermadec

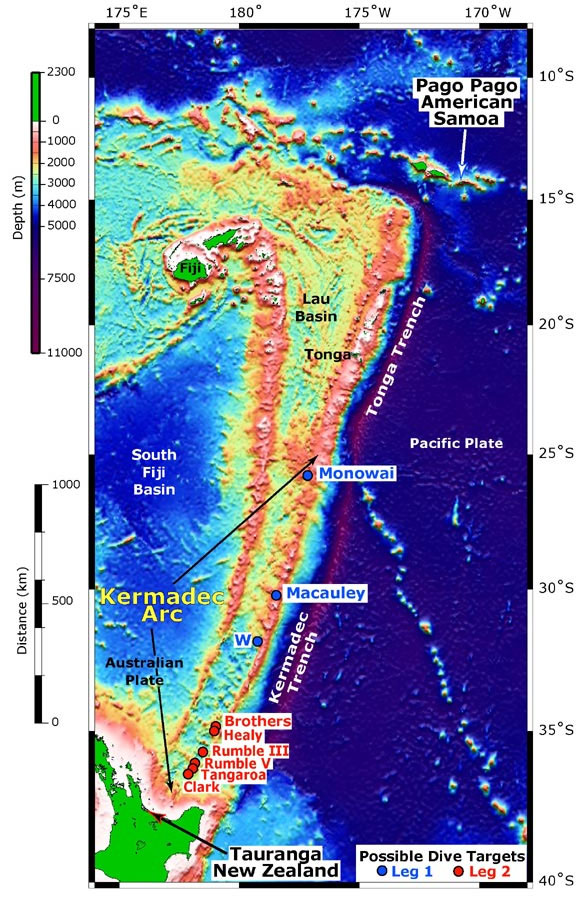
Fossa de Kermadec

A Fossa de Kermadec é uma fossa oceânica localizada ao norte do Oceano Pacífico e da Nova Zelândia, possui uma profundidade de 10.050 metros. É formada pela subducção da placa do Pacífico e placa Indo-australiana.
Uma espécie de peixe-pérola, Echiodon neotes, foi capturada na Fossa de Kermadec a uma profundidade de 8.200-8.300 m (26.900-27.200 pés). Todos os outros peixes-pérola conhecidos vivem na faixa de 1.800–2.000 m (5.900–6.600 pés) e a presença de E. neotes nesta profundidade permanece inexplicada.